# Senior League World Series 2003
Die Senior League World Series 2003 war die 43. Austragung der Senior League Baseball World Series, einem internationalen Baseballturnier für Knaben zwischen 13 und 16 Jahren. Gespielt wurde in Bangor, Maine.

## Teilnehmer
Die zehn Mannschaften bildeten eine Gruppe aus sechs Mannschaften aus den Vereinigten Staaten und eine Gruppe aus vier internationalen Mannschaften.
| Vereinigte Staaten                    | International                            |
| ------------------------------------- | ---------------------------------------- |
| Orono, Maine Gastgeber                | Guam Region Asien-Pazifik                |
| South Vineland, New Jersey Region Ost | Moskau, Russland Region Europa           |
| Chesterfield, Virginia Region Süd     | Alberta Region Kanada                    |
| Brenham, Texas Region Südwest         | Willemstad, Curaçao Region Lateinamerika |
| Hilo, Hawaii Region West              |                                          |
| Urbandale, Iowa Region Zentral        |                                          |

## Ergebnisse
Die Teams wurden in zwei Gruppen eingeteilt. Jeder spielte gegen Jeden in seiner Gruppe, die beiden Ersten spielten gegeneinander den Finalplatz aus.

### Vorrunde

#### Gruppe A
| Platz | Region    | W | L | %     |
| ----- | --------- | - | - | ----- |
| 1.    | Süd       | 3 | 1 | 0.750 |
| 2.    | West      | 3 | 1 | 0.750 |
| 3.    | Europa    | 2 | 2 | 0.500 |
| 4.    | Gastgeber | 1 | 3 | 0.250 |
| 5.    | Kanada    | 1 | 3 | 0.250 |

| Datum      | Zeit  | Stadion           | Begegnung | Begegnung | Begegnung | Ergebnis |
| ---------- | ----- | ----------------- | --------- | --------- | --------- | -------- |
| 10. August | 15:30 | Mansfield Stadium | Süd       | –         | West      | 8:2      |
| 10. August | 20:30 | Mansfield Stadium | Kanada    | –         | Gastgeber | 4:5      |
| 11. August | 10:00 | Mansfield Stadium | West      | –         | Europa    | 5:0      |
| 11. August | 17:00 | Mansfield Stadium | Kanada    | –         | Süd       | 3:0      |
| 12. August | 14:00 | Mansfield Stadium | Europa    | –         | Kanada    | 4:1      |
| 12. August | 20:00 | Mansfield Stadium | Gastgeber | –         | Süd       | 1:5      |
| 13. August | 11:30 | Mansfield Stadium | West      | –         | Kanada    | 8:1      |
| 13. August | 17:00 | Mansfield Stadium | Europa    | –         | Gastgeber | 10:1     |
| 14. August | 11:30 | Mansfield Stadium | Süd       | –         | Europa    | 10:1     |
| 14. August | 17:00 | Mansfield Stadium | Gastgeber | –         | West      | 6:8      |

#### Gruppe B
| Platz | Region        | W | L | %     |
| ----- | ------------- | - | - | ----- |
| 1.    | Lateinamerika | 4 | 0 | 0.750 |
| 2.    | Zentral       | 2 | 2 | 0.500 |
| 3.    | Ost           | 2 | 2 | 0.500 |
| 4.    | Südwest       | 2 | 2 | 0.500 |
| 5.    | Asien-Pazifik | 0 | 4 | 0.000 |

| Datum       | Zeit  | Stadion           | Begegnung     | Begegnung | Begegnung     | Ergebnis |
| ----------- | ----- | ----------------- | ------------- | --------- | ------------- | -------- |
| 10. August  | 13:00 | Mansfield Stadium | Ost           | –         | Zentral       | 7:8      |
| 10. August  | 18:00 | Mansfield Stadium | Südwest       | –         | Asien-Pazifik | 13:0     |
| 11. August  | 13:00 | Mansfield Stadium | Südwest       | –         | Lateinamerika | 0:10     |
| 12. August  | 11:30 | Mansfield Stadium | Zentral       | –         | Lateinamerika | 3:4 (8)  |
| 12. August  | 17:00 | Mansfield Stadium | Ost           | –         | Südwest       | 11:3     |
| 13. August  | 14:00 | Mansfield Stadium | Lateinamerika | –         | Asien-Pazifik | 11:0     |
| 13. August  | 20:00 | Mansfield Stadium | Zentral       | –         | Südwest       | 2:6      |
| 14. August* | 09:00 | Mansfield Stadium | Asien-Pazifik | –         | Ost           | 3:13     |
| 14. August  | 14:00 | Mansfield Stadium | Asien-Pazifik | –         | Zentral       | 2:6      |
| 14. August  | 20:00 | Mansfield Stadium | Lateinamerika | –         | Ost           | 7:6 (8)  |

* Spiel vom 11. auf den 14.8. verschoben.

### Finalrunde
|  | Halbfinale       | Halbfinale |        |         | Weltmeisterschaft | Weltmeisterschaft |
|  |                  |            |        |         |                   |                   |
|  | 15. August       |            |        |         |                   |                   |
|  | B2 Zentral       | 3          |        |         |                   |                   |
|  | A1 Süd           | 6          |        |         | 16. August        | 16. August        |
|  |                  |            | A1 Süd | 8       |                   |                   |
|  | 15. August       | 15. August |        | A2 West | 16                |                   |
|  | A2 West          | 3          |        |         |                   |                   |
|  | B1 Lateinamerika | 2          |        |         |                   |                   |
|  |                  |            |        |         |                   |                   |

## Weblink
- Offizielle Webseite der Senior League World Series